# George A. Smith
George Albert Smith, comúnmente conocido como George A. Smith para distinguirlo de su nieto del mismo nombre George Albert Smith (Potsdam, Nueva York, 26 de junio de 1817 - Salt Lake City, 1 de septiembre de 1875), fue uno de los primeros líderes del movimiento de los Santos de los Últimos Días.
Era hijo de John Smith y Clarissa Lyman, y primo del fundador de la iglesia, Joseph Smith Jr. El 26 de abril de 1839, George A. Smith fue ordenado apóstol y se convirtió en miembro del Cuórum de los Doce Apóstoles.
Smith dirigió una compañía de 118 voluntarios y alrededor de 30 familias para establecer una colonia cerca de Little Salt Lake en el Condado de Iron. Llegaron a Center Creek, a 265 millas de Salt Lake City, el 13 de enero de 1851. Bajo la dirección de la Asamblea General de Deseret, el grupo organizó la entidad política del Condado de Iron y eligió a Smith como presidente del tribunal. Durante el invierno de 1850-51, los colonos construyeron un fuerte que constaba de varias casas, una casa de reunión, una escuela y una torre de vigilancia. Llamaron a su comunidad Parowan. Smith enseñó en la escuela durante el primer invierno. Más tarde se desempeñó como miembro de la legislatura territorial de Utah.
En 1868, Smith fue llamado para reemplazar a Heber C. Kimball como Primer Consejero en la Primera Presidencia de la Iglesia de Jesucristo de los Santos de los Últimos Días bajo la presidencia de Brigham Young. Smith ocupó el cargo hasta su muerte, el 1 de septiembre de 1875.